# Adoxa
Es un género de la familia Adoxaceae nativo del Hemisferio Norte.

## Especies
Este género solo contiene 4 especies:
- Adoxa corydalifolia
- Adoxa moschatellina
- Adoxa omeiensis
- Adoxa xizangensis